# Barylypa pallida
Barylypa pallida là một loài tò vò trong họ Ichneumonidae.